# Universitatea Tehnică din Cluj-Napoca - Centrul Universitar Nord din Baia Mare
Universitatea Tehnică din Cluj-Napoca - Centrul Universitar  Nord din Baia Mare, abreviat UTCN - CUNBM  (în trecut denumită Universitatea de Nord ) este o instituție de învățământ superior de stat din județul Maramureș, orașul Baia Mare, România, fondată în anul 1990, parte importantă a Universității Tehnice din Cluj-Napoca, instituția având aici 3 facultăți. Începând de la 1 ianuarie 2012 Universitatea de Nord Baia-Mare fuzionează cu Universitatea Tehnică din Cluj-Napoca, astfel Baia Mare are statut de Centru Universitar al Universității Tehnice din Cluj-Napoca.
Structura Universității Tehnice din Cluj-Napoca este complexă și cuprinde 12 facultăți repartizate în cele două centre universitare, Cluj Napoca și Baia Mare la care se adaugă extensiile în județele Alba Iulia, Bistrița, Satu Mare și Zalău.
Oferta educațională, organizată în sistem Bologna, cuprinde programe de licență, masterat și doctorat, precum și programe de formare continuă. Domeniile de studii au o largă cuprindere, de la inginerie la arhitectură, științe fundamentale, filosofie, jurnalism, limbi moderne aplicate și arte.

## Prezentarea studiilor oferite de universitate
- Universitatea Tehnică din Cluj-Napoca - Centrul Universitar Nord din Baia Mare este structurată în 3 facultăți:
- 1.Facultatea de Inginerie
  - Prezentare:
- Facultatea de Inginerie a Centrului Universitar Nord din Baia Mare continuă tradiția academică de la poalele Dealului Crucii, loc binecuvântat cu oameni destoinici, cu dorința de a ști, de a învăța cum se face și cu știința de a face. Dezvoltarea economică a Regiunii de Nord-Vest în perioada de după al Doilea Război Mondial a condus în 1969 la necesitatea reluării tradiției de mai bine de 100 de ani a învățământului tehnic în Baia Mare. Astfel a fost înființat Institutul de Subingineri, ca unitate de învățământ tehnic superior, care în 1974 alături de Institutul Pedagogic au format prima instituție academică multidisciplinară în Baia Mare, Institutul de Învățământ Superior, care era o mică universitate. În anul 1984 se revine la statutul anterior al Institutului de Subingineri, dar de această dată afiliat Institutului Politehnic din Cluj Napoca. În prezent, în cadrul Facultății de Inginerie funcționează 11 programe de studii acreditate: Tehnologia Construcțiilor de Mașini, Echipamente pentru Procese Industriale, Electromecanică, Ingineria Sistemelor Electroenergetice, Inginerie Economică în Domeniul Mecanic, Electronică Aplicată, Calculatoare, Inginerie Minieră, Ingineria Procesării Materialelor, Ingineria și Protecția Mediului în Industrie și Ingineria Valorificării Deșeurilor. Facultatea de Inginerie prin preocupările sale trebuie să devină, în cadrul Centrului Universitar Nord, lider în activitatea de cercetare și formare, specializare și perfecționare a cadrelor tehnice pentru mediul economic și social al regiunii de nord-vest a României. Prin activitatea sa se înscrie în mod explicit, Strategia de Dezvoltare Regională. Astfel, printre sectoarele prioritare de susținere la nivel de regiune, care vor asigura avantaje competitive în competiție pe plan național și global, au fost stabilite, următoarele: tehnologia informației și calculatoare, industria de mașini și echipamente, învățământ superior și cercetare. Se poate concluziona faptul că Facultății de Inginerie, furnizor pe piața muncii de cadre tehnice cu studii superioare, care asigură pregătire de specialitate, îi revine un rol deosebit de important în asigurarea calității și creșterii productivității economice, prin activitățile specifice de instruire la nivel de licență, masterat și doctorat, cât și prin angrenarea personalului propriu în activități de cercetare, inovare și difuzie tehnologică.

- 2.Facultatea de Litere
  - Prezentare:
- În 1961 se înființa la Baia Mare Institutul Pedagogic, format din 3 facultăți: Facultatea de Filologie, Facultatea de Matematică și Facultatea de Științe biologice și agricole. În 1974, Institutul Pedagogic este inclus, cu cele 3 facultăți, în Institutul de Învățământ Superior din Baia Mare, trecându-se de la învățământul de 3 ani la cel de 4 ani. În 1986, Facultatea de Filologie își întrerupe temporar activitatea, datorită sistării locurilor. În 1990 își reia activitatea și, din 1991, împreună cu Facultatea de Științe, formează Facultatea de Litere și Științe în nou-reorganizata Universitate din Baia Mare. În 1996, cele două facultăți devin unități de sine stătătoare în cadrul Universității, care își va lua numele de Universitatea de Nord Baia-Mare. Începând cu 2012, Universitatea de Nord din Baia Mare devine Centrul Universitar Nord din Baia Mare al Universității Tehnice din Cluj-Napoca, în urma fuziunii dintre cele două universități. De-a lungul timpului, cu ocazia unor prestigioase manifestări științifice naționale, personalități de prim rang ale vieții științifice au vizitat instituția, au ținut conferințe și au participat la activitățile organizate, astfel amintim pe Iorgu Iordan, Alexandru Graur, Emil Petrovici, Dimitrie Macrea, Alexandru Surdu, Gheorghe Bulgar, Alexandru Surdu, Mircea Dumitru.

- 3.Facultatea de Științe
  - Prezentare:
- Facultatea de Științe prin varietatea domeniilor de competență pe care le abordează: Biologie, Chimie, Inginerie alimentară, Matematică, Informatică, Management, Administrarea afacerilor, Cibernetică, Statistică și Informatică economică, asigură realizarea unui învățământ de performanță, dezvoltat și perfecționat printr-o complexă activitate de cercetare. În cadrul facultății funcționează 9 programe de studii de master și un program de studii doctorale. Facultatea de Științe participă la programe europene cu specific educațional: SOCRATES, ERASMUS și CEEPUS, de asemenea este implicată în diverse proiecte de cercetare naționale și internaționale. Facultatea de Științe urmărește să pună în concordanță obiectivele sale academice cu cerințele unei societăți bazate pe cunoaștere și educație permanentă, transparență, eficiență și responsabilitate pe calitatea învățământului superior.

## Specializările facultăților oferite la nivel de licență studenților
| Facultatea              | Specializarea | Adresa și numărul de telefon                                                   |
| ----------------------- | --- | ------------------------------------------------------------------------------ |
| Facultatea de Inginerie | 1. Calculatoare 2. Electromecanică 3. Electronică aplicată 4. Ingineria sistemelor electroenergetice 5. Tehnologia construcțiilor de mașini 6. Echipamente pentru procese industriale 7. Inginerie economică în domeniul mecanic 8. Robotică 9. Ingineria și protecția mediului în industrie 10. Ingineria valorificării deșeurilor 11. Inginerie minieră | Adresă: Strada Doctor Victor Babeș 62A, Baia Mare 430083 Telefon: 0264 202 975 |
| Facultatea de Litere    | 1. Arte plastice (pictură) 2. Asistență Socială 3. Filosofie 4. Limba și literatura română/Limbi moderne aplicate 5. Limbi moderne aplicate 6. Etnologie 7. Jurnalism/Comunicare și relații publice 8. Pedagogia învățământului primar și preșcolar 9. Teologie ortodoxă didactică/Teologie ortodoxă pastorală                                            | Adresă: Strada Victoriei 76, Baia Mare 430122 Telefon: 0262 276 305            |
| Facultatea de Științe   | 1. Economia firmei 2. Biologie 3. Chimie 4. Informatică economică 5. Matematică-Informatică 6. Matematică 7. Informatică 8. Controlul și expertiza produselor alimentare 9. Ingineria produselor alimentare 10. Management | Adresă: Strada Victoriei 76, Baia Mare 430122 Telefon: 0262 218 133            |

## Departamente/colective/facultate și prezență web
1. Secția de Filosofie din cadrul Facultății de Litere CUNBM
2. Secția de Studii Culturale - Etnologie din cadrul Facultății de Litere CUNBM
3. Secția de Asistență Socială din cadrul Facultății de Litere CUNBM
4. Facultatea de Litere
5. Departamentul de Științe Socio-umane, Teologie, Arte
6. Departamentul de Filologie și Studii culturale
7. Programe doctorale în domeniul Științe umaniste – Filologie, Filosofie.
8. Departamentul de Inginerie Electrică, Electronică și Calculatoare (DIEEC) Arhivat în 19 ianuarie 2018, la Wayback Machine.
9. Colectivul de Electromecanică și Electroenergetică
10. Departamentul de Inginerie și Managementul Tehnologiei Arhivat în 19 ianuarie 2018, la Wayback Machine.
11. Facultatea de Resurse Minerale și Mediu Arhivat în 14 decembrie 2017, la Wayback Machine.
12. Departamentul de Științe Economice și Fizică Arhivat în 19 ianuarie 2018, la Wayback Machine.
13. Departamentul de Biologie-Chimie
14. Departamentul de Matematică-Informatică Arhivat în 20 ianuarie 2018, la Wayback Machine.

## Specializările facultăților oferite la nivel de master studenților
| Facultatea              | Specializarea |
| ----------------------- | --- |
| Facultatea de Inginerie | 1. Managementul Inovării și Dezvoltării Tehnologiei 2. Ingineria Calității Sistemelor Tehnologice 3. Inginerie și Management în Domeniul Electric 4. Managementul Mentenanței Sistemelor Mecanice 5. Proiectarea Mașinilor și Echipamentelor 6. Ingineria Procesării Materialelor prin Procedee Speciale 7. Evaluarea Impactului și Riscului pentru Mediu 8. Securitatea și Reabilitarea Perimetrelor Miniere |
| Facultatea de Litere    | 1. Literatura Română și Modernismul European 2. Limba Română în Context European 3. Dinamica Limbii Române Contemporane 4. Literatura Engleză pentru Copii și Tineret 5. Limba Franceză în Traduceri Specializate 6. Etnoturism/Etnologia și Turismul Cultural 7. Etnologie și Antropologie Culturală 8. Studii Canadiene 9. Drepturile Omului 10. Asistență și Incluziune Socială a Vârstnicilor și Persoanelor cu Dizabilități 11. Teologie și Spiritualitate Europeană 12. Valori Plastice și Reflexive ale Imaginii în Cultura Contemporană |
| Facultatea de Științe   | 1. Managementul Afacerilor 2. Biochimie Aplicată 3. Chimie Didactică 4. Informatică și Inginerie Software 5. Matematici Computaționale și Tehnici Informatice Avansate 6. Matematică Didactică 7. Metode de Analiză Utilizate în Controlul Calității Mediului și Produselor 8. Managementul Proiectelor Europene 9. Protecția și Managementul Mediului |

## Asociații studențești
| Asociația studențească                  | Adresă și e-mail                                                              | Site-ul oficial al organizației studențești |
| --------------------------------------- | ----------------------------------------------------------------------------- | ------------------------------------------- |
| Liga Studenților Pintea Viteazul (LSPV) | Adresa: Str. Victoriei, nr. 76, Căminul nr. 3, Sala A, e-mail: office@lspv.ro | www.lspv.ro                                 |
| Green Club Baia-Mare                    | Adresa: Str. Dr. Victor Babeș nr. 62A, e-mail: irina.smical@yahoo.com         | http://greenclub-bm.blogspot.ro/            |

## ANOSR
Alianța Națională a Organizațiilor Studențești din România (ANOSR) este prima și cea mai importantă federație studențească, non-guvernamentală și non-partizană, fiind și singura federație studențească din România recunoscută la nivel internațional ca membră cu drepturi depline în cadrul Organizației Europene a Studenților (European Students’Union – ESU).
În prezent, ANOSR numără peste 70 de organizații studențești, printre care și LSPV, din peste 70% din centrele universitare din România, majoritatea fiind înființate imediat după revoluție.
Obiectivul principal al federației este reprezentarea intereselor comune ale studenților la nivel național și internațional în relație cu instituțiile statului (precum Ministerul Educației, Guvernul României, Parlamentul României).  ANOSR se bazează pe principiile transparenței și non-partizanatului, facilitând accesul oricărei structuri studențești reprezentative și non-partizane, la inițiativele federației. ANOSR sprijină implicarea lor în procesul decizional la toate nivelele.
ANOSR se implică în dezvoltarea politicilor educaționale și de tineret la nivel național și internațional, formulând și susținând poziția studenților, oferind organizațiilor membre sprijin în implementarea eficientă a acestor politici la nivel local.

## FONT
Liga Studenților ”Pintea Viteazul” este membră a Federației Organizațiilor Neguvernamentale de Tineret (FONT) din Maramureș.
Scopul Federației este de a reprezenta interesele organizațiilor neguvernamentale de și pentru tineret din Maramureș în relația cu alte structuri neguvernamentale, mediul privat, instituțiile statului, comunitate și beneficiari.